# Nana Clips 1
Albums de Nana Mizuki
Nana Mizuki Live Attraction the DVD
(2003)
Nana Clips 1 est la 1re vidéo musicale de la chanteuse et seiyū japonaise Nana Mizuki.

## Présentation
La vidéo sort au format DVD le 22 janvier 2003 sous le label King Records. Le DVD atteint la 44e place du classement de l'Oricon et reste classé pendant deux semaines.
Il contient les clips des singles suivant : Heaven Knows, Love & History, Power Gate, Suddenly ~Meguriaete~ pour ce dernier il y a aussi le clip de la face-b Brilliant Star. Il y a également les publicités commerciales de ces cinq chansons ainsi que celle de l'album Magic Attraction. Ainsi que les making-of des clips Love & History, Power Gate et Suddenly ~Meguriaete~. Enfin, la dernière piste contient un film NANA in BALI. Heaven Knows se trouve sur l'album Supersonic Girl tandis que les quatre autres se trouvent sur l'album Magic Attraction.

## Liste des titres
| 1.  | Heaven Knows (PV)                                           |  |
| 2.  | Love & History (LOVE&HISTORY (PV))                          |  |
| 3.  | Power Gate (POWER GATE (PV))                                |  |
| 4.  | Suddenly ~Meguriaete~ (suddenly ～巡り合えて～ (PV))        |  |
| 5.  | Brilliant Star (PV)                                         |  |
| 6.  | Heaven Knows (TV-CM)                                        |  |
| 7.  | Love & History (LOVE&HISTORY (TV-CM))                       |  |
| 8.  | Power Gate (POWER GATE (TV-CM))                             |  |
| 9.  | Suddenly ~Meguriaete~ (suddenly ～巡り合えて～ (TV-CM))     |  |
| 10. | Magic Attraction (MAGIC ATTRACTION (TV-CM))                 |  |
| 11. | Love & History (LOVE&HISTORY (making of))                   |  |
| 12. | Power Gate (POWER GATE (making of))                         |  |
| 13. | Suddenly ~Meguriaete~ (suddenly ～巡り合えて～ (making of)) |  |
| 14. | Nana in Bali (NANA in BALI (Special Movie))                 |  |